# Eduard Sanahuja Yll
Eduard Sanahuja Yll   (Barcelona, 20 de març de 1953) és un poeta català.

## Biografia
Estudia Filologia Romànico-Hispànica i Filologia Catalana a la Universitat de Barcelona. Actualment és professor del Departament de Didàctica de la Llengua i la Literatura d'aquesta universitat. El 1989 funda, amb altres tres poetes, l'Aula de Poesia de Barcelona, de la qual actualment és vicepresident.
En poesia ha publicat El gos del Galiot (1981); Mirador (1983); Doble joc (1988); En defensa pròpia (1994); Compàs d'espera (2006); El llançador d'espases (2013); l'antologia Sang barata (2015); "Teories del no" (2016); "Monòlits. Frases fetes per commemorar desfetes" (2019); "Poemes de Calvus" (2020); i "Magnicidi" (2022). Ha estat inclòs a Sol de sal. La nova poesia catalana, Antologia 1976-2001 (2001), a 20 del XX. Poetas catalanes (2013), a "Mig segle de poesia catalana" (2018) i a "La hora indefensa - L'hora desarmada. 15 poetas catalanes" (2021).
Com a traductor, ha traduït al català una part de l'obra poètica de Blaise Cendrars, Prosa del Transsiberià (1992), i Capsa d'escats (2008), del poeta aragonès Javier Carnicer.

## Premis i reconeixements
Sanahuja ha estat guardonat amb la Viola d'Or i Argent als Jocs Florals de Barcelona el 1985 pel recull Hora baixa; premi Vila de Vallirana-Josep M. López Picó el 1987 amb el recull de poemes Doble joc; el premi Raimundo Ramírez de Antón de poesia el 2001 per Cruels àngels de la mort; el premi Vicent Andrés Estellés de poesia de Burjassot el 2005 per Compàs d'espera; el premi Maria Mercè Marçal el 2013 amb El llançador d'espases; i els Jocs Florals de Barcelona de 2016 amb Teories del no.